# Seznam vládců Ománu
Seznam vládců, kteří kdy vládli státu Omán.

## Imámové (751–1054)
| Jméno vládce           | Jméno vládce       |
| Česky                  | Arabsky            |
| ---------------------- | ------------------ |
| al-Džulandá bin Mas'úd | الجلندى بن مسعود   |
| Muhammad bin Abí Affán | محمد بن أبي عفان   |
| al-Wárith bin Ka'b     | الوارث بن كعب      |
| Ghasán bin Abdulláh    | غسان بن عبد الله   |
| Abdulmálik bin Humajd  | عبد المالك بن حميد |
| al-Muhaná bin Džajfar  | المهنا بن جيفر     |
| as-Salt bin Málik      | الصلت بن مالك      |
| Rášid bin an-Nazar     | راشد بن النظر      |
| Azán bin Tamím         | عزان بن تميم       |
| Muhammad bin al-Hasan  | محمد بن الحسن      |
| Azán bin al-Hazbar     | عزان بن الهزبر     |
| Abdulláh bin Muhammad  | عبد الله بن محمد   |
| as-Salt bin al-Kásim   | الصلت بن القاسم    |
| al-Husn bin Saíd       | الحسن بن سعيد      |
| al-Hawárí bin Matraf   | الحواري بن مطرف    |
| Umar bin Muhammad      | عمر بن محمد        |
| Muhammad bin Jazíd     | محمد بن يزيد       |
| al-Hakm bin al-Milá    | الحكم بن الملا     |
| Saíd bin Abdulláh      | سعيد بن عبد الله   |
| Rášid bin al-Walíd     | راشد بن الوليد     |
| al-Chalíl bin Šázán    | الخليل بن شاذان    |
| Rášid bin Saíd         | راشد بن سعيد       |
| Hafs bin Rášid         | حفص بن راشد        |
| Rášid bin Alí          | راشد بن علي        |

## Dynastie Baní Nabhán (1154–1624)
| Jméno                  | Období vlády | Období vlády | Zdroj(e)    | Poznámky |
| Jméno                  | Od           | Do           | Zdroj(e)    | Poznámky |
| ---------------------- | ------------ | ------------ | ----------- | --- |
| Abú Mohamed al-Faláh   | 1154         | 1170±        | [ 1 ]       | - |
| Abú Mohamed Arar       | ?            | 1170±        | [ 1 ]       | - |
| Abú Mohamed al-Muzafar | ?            | 1250±        | [ 1 ]       | - |
| Abú al-Maáli Kahlan    | 1262         | 1265         | [ 1 ] [ 2 ] | - |
| Omar bin Nabhan        | 1265         | 1276         | [ 1 ] [ 2 ] | - |
| Abú Mohamed íbn Nabhan | ?            | 1330±        | [ 1 ] [ 2 ] | - |
| Machzúm íbn al-Faláh   | 1380±        | 1406±        | [ 1 ] [ 2 ] | - |
| Sulejmán íbn Sulejmán  | 1450±        | 1488         | [ 1 ]       | - |
| Abduláh íbn Mohamed    | 1560±        | 1624         | [ 1 ]       | Do roku 1615 vládl sám, poté nejprve vládl společně s Nabhanem íbn al-Faláhem a posléze s Omarem íbn Himyarem. |
| Nabhan íbn al-Faláh    | 1615±        | 1617         | [ 1 ]       | Společná vláda s Abduláhem íbn Mohamedem.                                                                      |
| Omar íbn Himyar        | 1617         | 1624         | [ 1 ]       | Společná vláda s Abduláhem íbn Mohamedem.                                                                      |

## Dynastie al-Saíd (1744–současnost)
| České jméno vládce |
| ------------------ |
| Ahmed bin Saíd     |
| Saíd bin Ahmed     |
| Sultán bin Ahmed   |
| Saíd bin Sultán    |
| Thuvajni bin Saíd  |
| Salím bin Thuvajni |
| Azan bin Kais      |
| Turki bin Saíd     |
| Fajsal bin Turki   |
| Tajmúr bin Fajsal  |
| Saíd bin Tajmúr    |
| Kábús bin Saíd     |
| Hajsám bin Tárik   |